# Brucella pinnipediae
Brucella pinnipediae je gramnegativní kokovitá bakterie z rodu Brucella. Jedná se o nepohyblivé, striktně aerobní, kataláza pozitivní bakterie. Je původcem brucelózy u mořských savců, zejména u delfínů, velryb, tuleňů a lachtanů. Možnost přenosu na člověka není dostatečně známa, nicméně v roce 1999 byl zdokumentován první případ infekce jednoho laboratorního pracovníka v Anglii, který se nakazil při manipulaci s bakteriemi Brucella spp. izolovaných z tuleňů.